# Aphnaeus modestus
Aphnaeus modestus är en fjärilsart som beskrevs av Henry Trimen 1891. Aphnaeus modestus ingår i släktet Aphnaeus och familjen juvelvingar. Inga underarter finns listade i Catalogue of Life.